# Ladislav Toman
Ladislav Toman   (Praga, 13 de juliol de 1934 - 10 de juliol de 2018) fou un jugador de voleibol txec que va competir sota bandera txecoslovaca durant les dècades de 1950 i 1960.
El 1964 va prendre part en els Jocs Olímpics de Tòquio, on guanyà la medalla de plata en la competició de voleibol. En el seu palmarès també destaquen dues medalles de plata al Campionat del Món de voleibol, el 1960 i 1962, i una d'or al Campionat d'Europa de 1958.